# Warche (localité)
Warche  est un hameau de la commune et ville belge de Malmedy située en Région wallonne dans la province de Liège. 
Avant la fusion des communes de 1977, Warche faisait partie de la commune de Bellevaux-Ligneuville. 

## Situation
Warche se situe sur la rive droite de l'Amblève et de la Warche qui se jette dans l'Amblève à une bonne centaine de mètres à l'est du hameau. Cette petite localité ardennaise se trouve à environ 7 km au sud de Malmedy. Elle est surmontée par le viaduc de Bellevaux sur lequel passe l'autoroute E42.

## Description
Hameau de caractère assez concentré situé sur une route se prolongeant par un chemin forestier, Warche compte une petite dizaine d'anciennes fermettes bâties le plus souvent en moellons de grès. Certaines comportent des colombages.

## Loisirs
Le sentier de grande randonnée 14 (sentier de l'Ardenne allant de Malmedy à Sedan) traverse le hameau.